# Celebração & Sacrifício
Celebração & Sacrifício é o segundo álbum solo do roqueiro brasileiro Beto Lee. Lançado em outubro de 2011, com o selo Som Livre, o trabalho conta com a produção musical de Tadeu Patolla e as participações de Supla, Kiko Zambianchi e Skowa., produção executiva de Guto Cavalcante.
Em 2012, o álbum ganhou o Grammy Latino como "Melhor Álbum de Rock Brasileiro".

## Faixas
| N.º | Título                                                 | Compositor(es)                             | Duração |  |
| 1.  | "Celebração & Sacrifício"                              | Beto Lee / Tadeu Patolla / Nicolas Graves  | 3:08    |  |
| 2.  | "Tente Acreditar Em Mim"                               | Beto Lee / Kiko Zambianchi                 | 3:25    |  |
| 3.  | "Eu Quero Desapego"                                    | Beto Lee / Tadeu Patolla / Leandro Parente | 3:55    |  |
| 4.  | "Encrenca"                                             | Beto Lee                                   | 3:23    |  |
| 5.  | "Motivos"                                              | Beto Lee / Kiko Zambianchi                 | 3:23    |  |
| 6.  | "Izabella"                                             | Beto Lee                                   | 4:27    |  |
| 7.  | "Going With You (Part. Esp.: Supla)"                   | Supla                                      | 3:01    |  |
| 8.  | "Era Tarde Demais (Part. Esp.: Skowa)"                 | Beto Lee / Tadeu Patolla / Skowa           | 3:15    |  |
| 9.  | "Corista de Rock (cover da banda Tutti Frutti)"        | Rita Lee / Luis Sérgio Carlini             | 3:19    |  |
| 10. | "O Controle"                                           | Beto Lee / Kiko Zambianchi                 | 3:24    |  |
| 11. | "You Got To Move (cover de Mississippi Fred McDowell)" | Fred McDowell / Gary Davis                 | 3:08    |  |

## Prêmios e Indicações
| Ano  | Prêmio        | Categoria                       | Resultado | Ref.  |
| ---- | ------------- | ------------------------------- | --------- | ----- |
| 2012 | Grammy Latino | Melhor Álbum de Rock Brasileiro | Venceu    | [ 3 ] |